# Dax

Dax este o comună în departamentul Landes, regiunea Aquitania, sud-vestul Franței. În 2009 avea o populație de 21.003 de locuitori.

## Evoluția populației
| An        | 1975   | 1982   | 1990   | 1999   | 2006   | 2009   |
| --------- | ------ | ------ | ------ | ------ | ------ | ------ |
| Populație | 19.137 | 18.648 | 19.309 | 19.515 | 20.810 | 21.003 |